# لورنزو آنگله
لورنزو آنگله (انگلیسی: Lorenzo Anghelè؛ زادهٔ ۲۵ فوریهٔ ۲۰۰۵) بازیکن فوتبال اهل ایتالیا است که در پست مهاجم برای یوونتوس نکست جن بازی می‌کند.
آنگله در چهارده سالگی به آکادمی جوانان یوونتوس سری آ ایتالیا پیوست. او کاپیتان باشگاه بود.